# Alonso de Salazar y Frías
Alonso de Salazar y Frías (Burgos, 1564 - Madrid, 1636) fue un sacerdote e inquisidor español licenciado en derecho canónico, cuya fama se debió principalmente a su participación en el tribunal de la Inquisición española de Logroño que juzgó el caso de las brujas de Zugarramurdi en 1610. En la discusión de la sentencia y sobre todo en la posterior revisión del caso ordenada por el Consejo de la Suprema Inquisición destacó por su oposición a dar credibilidad a las teorías sobre brujería. Su exhaustivo memorial enviado a la Suprema constituyó la base para que la jurisprudencia inquisitorial española fuera escéptica sobre la realidad de la brujería y que  fuera muy reticente a aceptar las denuncias por ese tema.

## Biografía

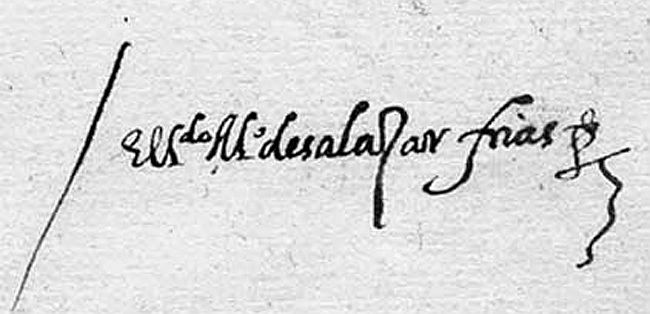
Firma de Alonso de Salazar y Frías

Alonso de Salazar nació en Burgos en 1564 en el seno de una familia de mercaderes y altos funcionarios. Estudió derecho canónico en Salamanca y Sigüenza y posteriormente se ordenó sacerdote. Fue destinado a las diócesis de Jaén y Toledo, donde trabajó a las órdenes del obispo de ambas, Bernardo de Sandoval y Rojas, tío del Duque de Lerma, valido de Felipe III.
Accedió al Santo Oficio en 1609, incorporándose en julio de 1610 al tribunal de Logroño, donde los inquisidores Alonso Becerra Holguin y Juan del Valle Alvarado ya tenían abierto un gran proceso por brujería en el que se mostraron mucho más intolerantes que Salazar. Este proceso fue la primera y última gran causa por brujería que se produjo en España y tuvo lugar en las localidades navarras de Zugarramurdi y Urdax.

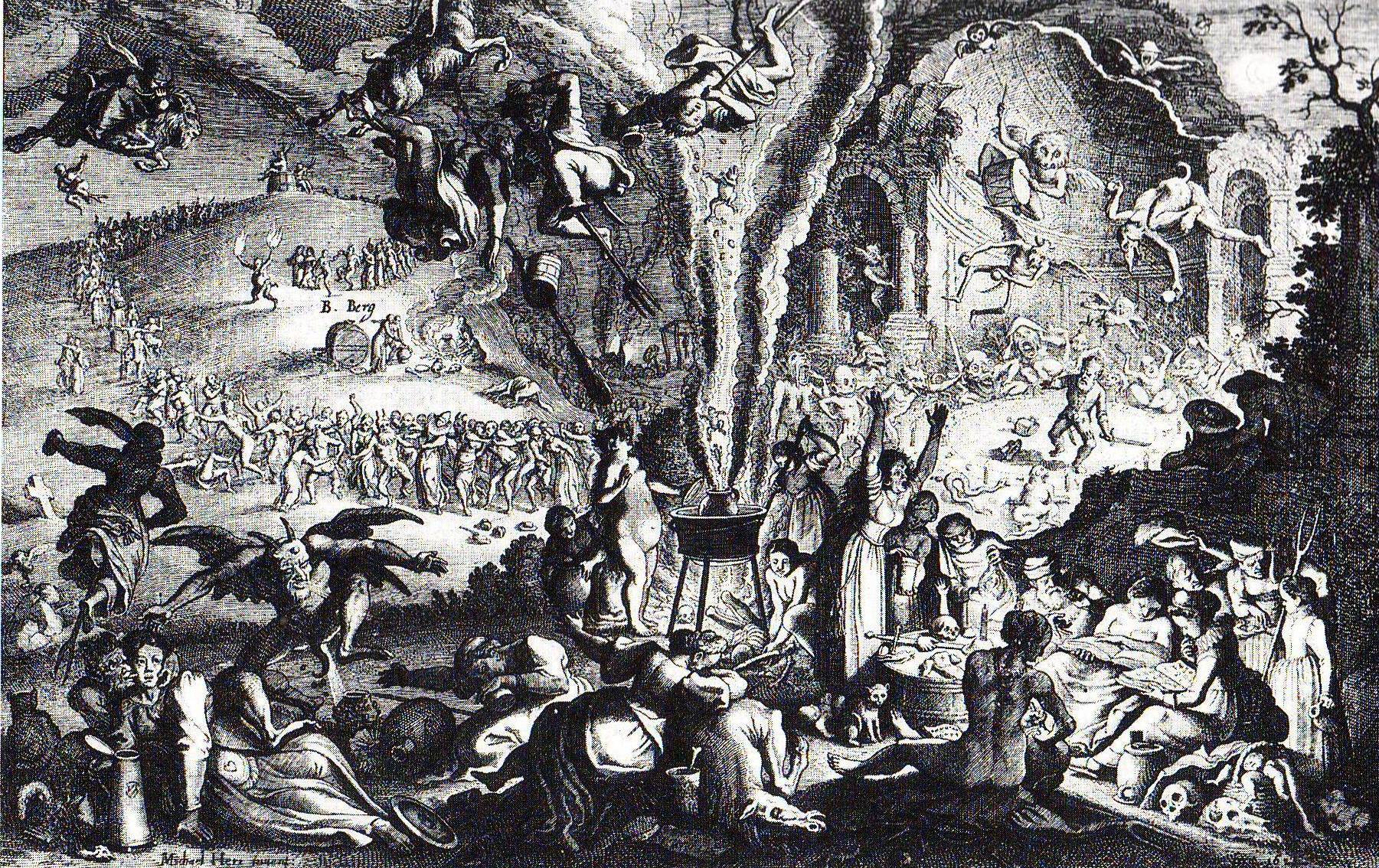
Grabado alemán de 1626 que representa un aquelarre.

A la llegada de Salazar el proceso ya estaba en marcha. Se inició cuando una tal María de Ximildegui afirmó haber participado en aquelarres en presencia de otras personas de Zugarramurdi. Algunos de los denunciados admitieron los hechos y denunciaron a su vez a otras personas. Las coincidencias en los testimonios terminaron de convencer al tribunal de la veracidad de las denuncias. Estos incluían descripciones de las orgías, del aspecto de las apariciones demoníacas y de los ritos llevados a cabo.
En junio de 1610 los inquisidores acordaron la sentencia de culpabilidad de veintinueve de los acusados. Sin embargo, Alonso de Salazar y Frías, quien al haberse incorporado al tribunal en julio del año anterior no había participado en los interrogatorios de los principales inculpados, votó en contra de la condena a la hoguera de María de Arburu por falta de pruebas. Tras la celebración del auto de fe en noviembre de 1611 —en el que dieciocho supuestos brujos y brujas fueron reconciliados, seis fueron quemados vivos y cinco lo fueron en efigie— Salazar comenzó a dudar también de la culpabilidad del resto.
En los meses siguientes al auto de fe se desató una fiebre por la caza de brujas en toda la región que se materializó en miles de acusaciones. Las dudas de Salazar sobre la culpabilidad de los condenados fueron secundadas por otros importantes clérigos que atribuían las confesiones a la superstición y a la incultura, tales como el obispo de Pamplona, Venegas y Figueroa.
Por este motivo, el Consejo de la Inquisición ordenó a Salazar que visitara las montañas de Navarra con el objeto de recabar información y testimonios de primera mano, con órdenes de no forzar las confesiones y no amenazar a los cuestionados. A partir de mayo de 1611 recorrió durante casi ocho meses la zona en plena fiebre de brujería. Recabó miles de testimonios inconsistentes y contradictorios, no pudiendo encontrar ninguna prueba sólida de que los aquelarres hubieran tenido lugar. Los testigos se contradecían y supuestos ungüentos y pócimas resultaron ser falsos. En un informe al Inquisidor General escribió que no había encontrado un solo testimonio sólido de que hubiesen tenido lugar actos de brujería y que las declaraciones de los supuestos testigos por sí solos no debían ser tomados como prueba suficiente.
En el informe final de 1613 denunció la pobre instrucción, ya que no se anotaron los cambios en las declaraciones de los acusados ni sus contradicciones. Concluyó que no era posible determinar que se hubiera producido acto alguno de brujería, ya que los hechos descritos eran con frecuencia imposibles, como volar por el aire o asistir a aquelarres mientras las supuestas brujas permanecían en la cama, y que, en caso de que efectivamente hubiese intervención del demonio, resultaba muy difícil explicar que sus actos fueran denunciados de forma tan fácil, incluso con el testimonio de niños pequeños.
Así, tras la revisión a fondo del caso ordenada por el Consejo de la Suprema Inquisición, Salazar se arrepintió completamente de la sentencia que él también había firmado al considerar que se había cometido una "terrible injusticia". Salazar escribió en su informe final lo siguiente:

Cometimos culpa el tribunal... [al no reconocer] la ambigüedad y perplejidad de la materia. Cometimos [defectos] en la fidelidad y recto modo de proceder... en que no escribíamos enteramente en los procesos circunstancias graves... ni las promesas de libertad que les hacíamos, careaciones entre sí... y otras sugerencias para que acabasen de confesar toda la culpa que queríamos, reduciéndonos nosotros mismos a escribir sólo para llevar mayor consonancia de hacerlos culpados y delincuentes. Tanto que también por esto dejamos de escribir muchas revocaciones.

En 1614 la Suprema Inquisición promulgó unas "instrucciones" o criterios de obligado cumplimiento, que seguían fielmente las recomendaciones dadas por Salazar y que formaron la base de la jurisprudencia posterior en la materia. Entre ellas se incluyeron métodos para recabar testimonios fiables basados en hechos empíricos y no en meros testimonios de segunda mano. También se desacreditó el Malleus Maleficarum, que había sido el manual seguido hasta entonces por el Santo Oficio sobre brujería y que se basaba en leyendas y casos sin confirmar. Además, se siguieron recomendaciones de Salazar de mantener en lo posible la discreción sobre estos casos para evitar el contagio y la paranoia sobre la existencia de brujería. Según el propio Alonso, hacia 1617 pudo informar al Alto Tribunal de que la paz se había impuesto de nuevo en las tierras de Navarra.

## Influencia posterior
El proceso de las brujas de Zugarramurdi se vio espoleado por la fiebre por la caza de brujas que estaba teniendo lugar en toda Europa, muy especialmente el sur de Alemania. Poco antes, en 1609, había tenido lugar un gran proceso por brujería en Labort, al norte de la frontera con Francia, en el País Vasco francés, llevado a cabo por el juez Pierre de Lancre, en el que fueron quemados cerca de 80 supuestos brujos y brujas. Este proceso sin duda influyó para desatar la fiebre al sur de la frontera.
La Inquisición fue siempre muy escéptica en temas de brujería, pero fueron las Instrucciones de 1614, inspiradas por Salazar, las que pusieron fin definitivamente a los grandes procesos por brujería en España. A partir de entonces, y salvo contadas excepciones, las acusaciones de brujería se saldaron con absoluciones o penas simbólicas. En algunas ocasiones fue la Inquisición la que paralizó procesos iniciados por la justicia civil, como el de 1616 en Vizcaya, donde el propio Salazar evitó que se quemara ninguna supuesta bruja.
Salazar y Frías se destaca como un faro del racionalismo y así fue reconocido por autores posteriores, principalmente por el folklorista danés Gustav Henningsen, que en 1980 publicó su extensa obra The Witches' Advocate ("El abogado de las brujas"), considerada una de las mejores obras sobre brujería en España. También Julio Caro Baroja trató su figura en Las brujas y su mundo.
Según Carmelo Lisón Tolosana, "la argumentación de Salazar en sus escritos a la Suprema está caracterizada por lo que podríamos calificar como su positivismo, en el sentido de que prefiere el hecho concreto, substantivo frente a la ideación imaginativa; trata de averiguar el qué y el cómo en el aquí y el ahora, de tejas abajo, relegando otros argumentos en esencia teológicos a un segundo plano. Guiado por las orientaciones de la Suprema, recoge in situ, como el antropólogo, información empírico-substantiva. [...] En su cálculo referencial antepone la verosimilitud a la opinión generalizada, la racionalidad a la metafísica; quiere hacer ciencia". Así escribe:

Volar a cada paso una persona por el aire, andar cien leguas en una hora, salir una mujer por donde no cabe una mosca, hacerse invisible a los presentes, no mojarse en el río ni en el mar, estar a un tiempo en la cama y en el aquelarre, luchar las imágenes como personas sensibles, las apariciones continuas que han tenido de Nuestra Señora y que cada bruja vuelva en la figura que se le antoja y alguna vez en cuerpo o en mosca con lo demás referido, es superior a cualquier discurso.